# Rakudai Kishi no Cavalry
Rakudai Kishi no Cavalry (jap. 落第騎士の英雄譚, Rakudai Kishi no Kyabarurii, dt. „Heldengeschichte eines sitzengebliebenen Ritters“) ist eine Light-Novel-Reihe von Autor Riku Misora mit Illustrationen von Won. Sie erschien von 2013 bis 2023 in Japan und wurde als Manga und Anime-Fernsehserie adaptiert. Der Manga erscheint auf Deutsch als Chivalry of a Failed Knight.

## Inhalt
In einer Welt, in der Menschen mit „Blazer“ genannten magischen Fähigkeiten als Ritter ausgebildet werden, ist Ikki Kurogane (黒鉄 一輝) der erfolgloseste Schüler an der Ritter-Akademie Hagun. Seine Fähigkeiten sind schwach und sein „Device“, die Waffe, die er aus seiner Seele formen kann, ebenso. Dass der berüchtigte Verlierer aus einer berühmten Familie stammt, macht es ihm nicht leichter, da auch seine Verwandten ihn immer wieder am Erfolg hindern. Eines Tages aber wird die Schulwechslerin Stella Vermillion (ステラ・ヴァーミリオン), eine Prinzessin aus Europa, seine Zimmergenossin. Da er sie beim Umkleiden überrascht, kommt es zum Duell. Stella legt als Einsatz fest, dass der Verlierer dem Gewinner sein Leben lang zu Diensten sein muss, und verliert dann unerwartet gegen einen Trick Ikkis. Der legt auf ihre Untertänigkeit nicht viel Wert und will nur friedlich mit ihr das Zimmer teilen.
Stella gilt als ein Ausnahmetalent unter den jungen Rittern. Daher wird sie für das Turnier der sieben Ritter-Akademien nominiert. Hagun war zuletzt wenig erfolgreich und Stella soll ihnen endlich wieder einen Sieg bringen. Als ihr Partner wird Ikki nominiert. An seinem Erfolg wird die Fortsetzung seines Schulbesuchs geknüpft – schließlich ist er schon einmal sitzen geblieben. So müssen sich die beiden Zimmergenossen auch gemeinsam für das Turnier vorbereiten und lernen, wie sich ihre Fähigkeiten ergänzen.

## Buch-Veröffentlichung
Die Light Novel erschien von Juli 2013 bis Dezember 2023 in Japan beim Verlag SB Creative in insgesamt 18 Bänden.
Die Serie wurde adaptiert als Manga, geschrieben von Riku Misora und gezeichnet von Megumu Soramichi. Der Verlag Square Enix brachte die Kapitel zunächst von März 2014 bis Dezember 2017 im GA Bunko Magazine heraus, ehe sie auch gesammelt in elf Bänden erschienen. Eine deutsche Übersetzung erschien von Dezember 2018 bis Juli 2020 unter dem Titel Chivalry of a Failed Knight bei Kazé Deutschland mit allen elf Bänden.

## Anime-Adaption
2015 entstand bei den Studios Nexus und Silver Link eine Anime-Fernsehserie zur Light Novel. Das Drehbuch von Shogo Yasukawa wurde unter der Regie von Jin Tamamura und Shin Ōnuma umgesetzt. Das Charakterdesign stammt von Sei Komatsubara und die künstlerische Leitung lag bei Toru Koga.
Die 12 Folgen mit je 23 Minuten Laufzeit wurden vom 3. Oktober bis 19. Dezember 2015 von AT-X, sowie mit bis zu vier Tagen Versatz auch von den Sendern BS11, Tokyo MX, TV Aichi und Sun TV ausgestrahlt. KSM brachte den Anime als A Chivalry of a Failed Knight in deutscher Synchronisation auf Kaufmedien heraus. Der Sender J-One zeigte eine französische Fassung, während englisch, französische und italienische Versionen von diversen Streaming-Plattformen veröffentlicht wurden. Eine englische Synchronfassung erschien auch auf Kaufmedien.

### Synchronisation
Die deutsche Synchronfassung entstand nach einem Dialogbuch von Rieke Werner bei G&G Tonstudios. Regie führte Birte Baumgardt.
| Rolle             | japanischer Sprecher (Seiyū) | deutscher Sprecher |
| ----------------- | ---------------------------- | ------------------ |
| Ikki Kurogane     | Ryota Ohsaka                 | Julian Manuel      |
| Stella Vermillion | Shizuka Ishigami             | Jana Kilka         |
| Shizuku Kurogane  | Nao Tōyama                   | Moira May          |
| Nagi Arisuin      | Shintarō Asanuma             | Tom Raczko         |
| Ayase Ayatsuji    | Yu Kobayashi                 | Anna Ewelina       |
| Tōka Tōdō         | Hisako Kanemoto              | Corinna Dörenkamp  |

### Musik
Die Musik der Serie wurde komponiert von Kotaro Nakagawa. Für den Vorspann verwendete man das Lied Identity von Mikio Sakai und der Abspann wurde unterlegt mit Haramitsu Renge (波羅密恋華) von Ali Project.